# Aquilegia tuvinica
Aquilegia tuvinica là một loài thực vật có hoa trong họ Mao lương. Loài này được I.M.Vassiljeva mô tả khoa học đầu tiên năm 1992.